# Lamprechtshausener NS-Putsch

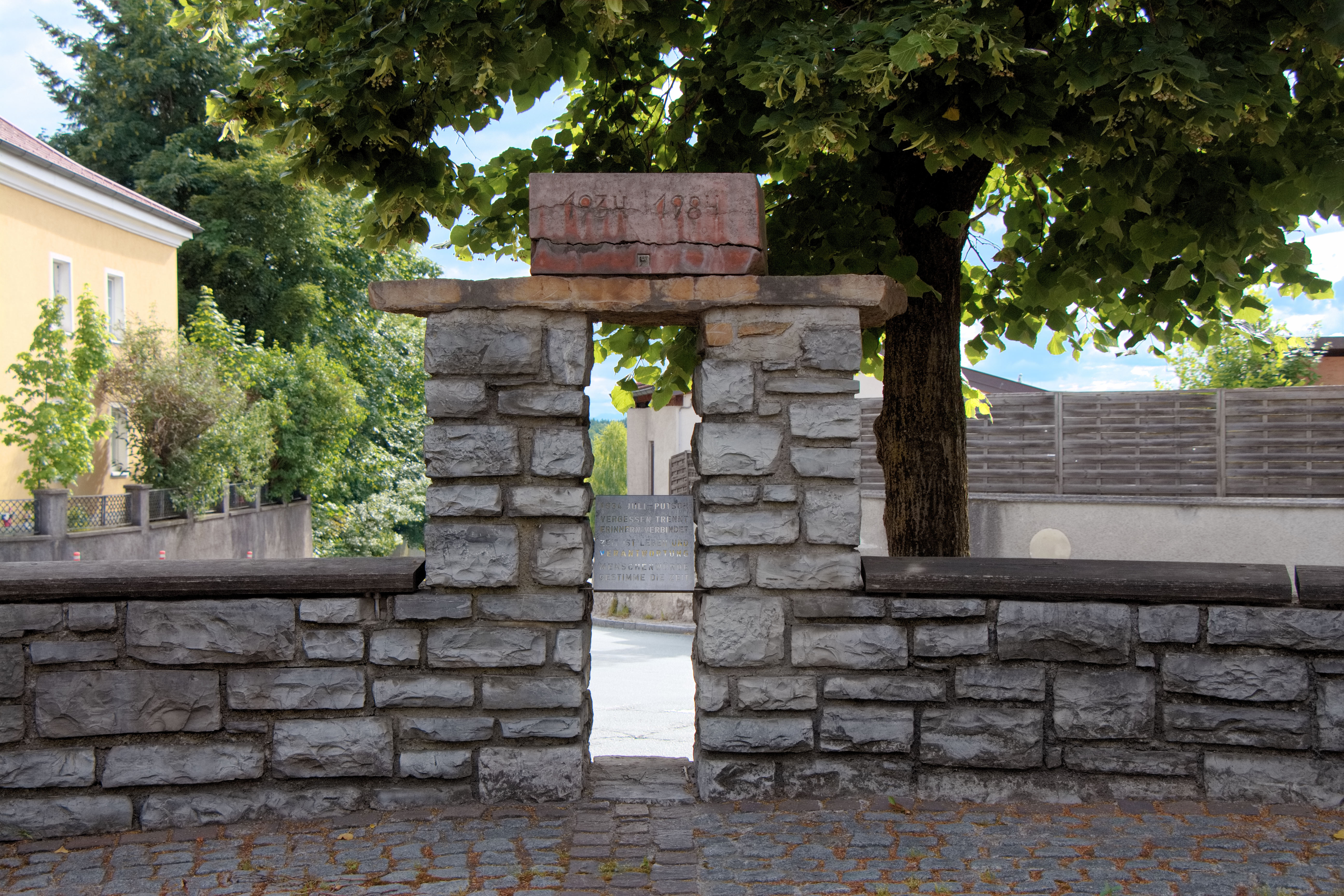
Denkmal an den Lamprechtshausener Juliputsch im Ortszentrum

Im Zuge des Juliputsches der österreichischen Nationalsozialisten ist es nach der Ermordung des Bundeskanzlers Engelbert Dollfuß in Wien am 25. Juli 1934 auch in mehreren Orten des Bundeslandes Salzburg zu Unruhen und Schießereien gekommen. Die blutigsten Auseinandersetzungen haben dabei in Lamprechtshausen beim Lamprechtshausener NS-Putsch vom 27. zum 28. Juli 1934 stattgefunden.

## Vorgeschichte
In Lamprechtshausen hatte sich ab 1931 eine relativ große nationalsozialistische Gruppierung gebildet. Ausgangspunkt waren einige Ortshonoratioren, wie etwa der Kreisarzt Emil Sprenger, der Tierarzt Heinrich Kurz, der Kaufmann Alois Landertinger und der Gastwirt Stadler. Auch nach dem Verbot der NSDAP am 17. Juni 1933, das u. a. wegen eines Handgranatenüberfalls auf unbewaffnete christliche Wehrturner verfügt wurde, setzten die Nationalsozialisten ihre Tätigkeit durch Hissen von Hakenkreuzfahnen, Schmieraktionen und Bomben-Attentate fort. Am 25. April 1934 wurde im Zuge der Einführung einer ständischen Verfassung die Gemeindevertretung von Lamprechtshausen durch die Behörden aufgelöst und ein ortsfremder Heimwehrführer namens Martin Buchner als Regierungskommissär eingesetzt; dies stieß bei vielen Ortsansässigen auf Ablehnung. 
Das Bundesland Salzburg selbst war durch seine lange Grenze mit dem Deutschen Reich und der Nähe zum Obersalzberg gegenüber nationalsozialistischen Übergriffen immer besonders gefährdet. Allerdings gab es innerhalb der Nationalsozialisten auch Rivalitäten und Ungereimtheiten: So hatte der Führer der SA-Brigade in Bad Reichenhall Waffenbestände der Österreichischen Legion an die österreichische Gendarmerie verkauft. Deshalb und wegen der präventiven Verhaftung bekannter Nationalsozialisten ist der Befehl zum Losschlagen beim Juliputsch in Stadt und Land Salzburg nur zögerlich befolgt worden. Als in Wien der Aufstand losbrach, hat der Ortskommandant des Bundesheeres von Salzburg, Oberst Stochmal, am 25. Juli verstärkte Bereitschaft und ab 17.15 Uhr Garnisonsalarm verfügt. Wegen der Unentschlossenheit der lokalen SA-Führer kam es hier erst am Abend des 27. Juli zu Gewalttätigkeiten.

## Ablauf des Putsches in Lamprechtshausen
Am Abend des 25. Juli hatten sich etwa 30 SA-Angehörige bei Lamprechtshausen versammelt. Da aber kein Einsatzbefehl gekommen ist, ging die Gruppe gegen 2 Uhr wieder auseinander.
Am 26. Juli suchte Gregor Gruber, der stellvertretende Sturmführer, den Salzburger SA-Führer Fritz Kaltner wegen weiterer Befehle auf. Dieser erklärte ihm, er solle am 27. Juli um 17 Uhr an einem bestimmten Platz in Anthering auf einen Boten mit neuerlichen Befehlen warten. Dieser Bote traf tatsächlich ein und hatte den schriftlichen Befehl dabei: „Aktion am 27. Juli 1934 um 19.30 Uhr durchführen.“ Darauf begab sich Georg Gruber nach Bürmoos zu dem Sturmführer Franz Natschläger, der dann den Alarm auslöste. Die Gruppe traf sich um ca. 20 Uhr bei dem Bauernhof von Georg Stadler (vulgo Schleindlbauer) und holte Waffen aus dem dortigen Versteck. Dann ist von dem Frächter Ammerhauser von Holzhausen unter Androhung von Gewalt ein Lastwagen requiriert worden. Besetzt mit etwa 40 Putschisten ist der Trupp unter Leitung von Sturmführer Franz Natschläger nach Lamprechtshausen gefahren. Weitere SA-Leute sind mit dem Fahrrad nachgekommen. Eine Gruppe hat den dortigen Gendarmerieposten, der nur mit dem Rayonsinspektor Franz Seiwald besetzt war, überfallen; eine andere hat das Postamt besetzt und dabei die Telefonleitungen unbrauchbar gemacht. Die Postexpedientin Franziska Wolfersberger verweigerte im Übrigen die Herausgabe von 1400 Schilling aus der Postkasse. Als Sammelstelle wurde das Gasthaus Stadler gewählt, das bereits früher ein beliebter Treffpunkt der Nationalsozialisten war. Wegen der fehlenden Verbindungen nach außen und auch weil ein Bote, der eine Nachricht vom Scheitern des Putsches hätte überbringen sollen, bereits in Oberndorf abgefangen wurde, wurde der Putsch nicht gestoppt.
Der Gendarmeriebeamte Josef Auer befand sich um 20 Uhr im Gasthaus Stadler zum Abendessen. Er versuchte noch, seinem Kameraden im Gendarmerieposten zu Hilfe zu kommen, wurde aber beschossen und festgenommen. Auch weitere vaterländisch gesinnte Personen (Franz Beer, Johann Meingassner, Friedrich Schlager, Michael Schlager, Kajetan Seeleitner, Hermann Weikl) wurden verhaftet und in den Gasthof Stadler verbracht. Kurz nach dem Überfall auf den Gendarmerieposten versuchten die Schutzkorpsmänner Simon Habl, Peter Maiburger, Franz Felber, Simon Priller und Rupert Fabitsch dem Posten zu Hilfe zu kommen, sie wurden aber beschossen und zum Teil auch schwer verletzt. Als der Heimwehrführer Josef Fink kurz nach 20 Uhr von der Gemeindetagssitzung nach Hause gehen wollte, wurde er von den Aufständischen überfallen und durch drei Schüsse schwer verwundet. 
Da die Dauerverbindung zwischen dem Gendarmerieposten Lamprechtshausen und Oberndorf unterbrochen war, wurden drei Hilfsgendarmen (Josef Neumeier, Harner II, Johann Feichtner) mit einem Telefonarbeiter zur Behebung der Störung von Oberndorf aus losgeschickt. In der Nähe von Arnsdorf wurden sie mit „Heil Hitler“ begrüßt, und als sie darauf nicht reagierten, wurden sie beschossen. Zwei Beamte wurden verletzt, einer davon schwer (Lungendurchschuss bei Johann Feichtner). Der Überfall wurde daraufhin nach Oberndorf gemeldet und es wurde um Hilfe gebeten. Gegen 23 Uhr sollte ein Bus aus Salzburg mit 25 Heimwehrangehörigen unter dem Kommando von Major Ulrich nach Lamprechtshausen fahren. Auch dieser wurde bei Holzleiten unter Feuer genommen, ohne dass aber jemand getroffen wurde. Die Heimwehrmänner fanden hier den schwer verletzten Hilfsgendarm Josef Feichtner, den sie zum Arzt nach Lamprechtshausen bringen wollten. Beim Ortseingang gerieten sie vom Gasthof Stadler aus unter Feuer. Der Fahrer Karl Riegersberger ist dabei durch einen Bauchschuss schwer getroffen worden. Weitere sechs Heimwehrleute wurden ebenfalls verwundet und die Heimwehr musste sich wieder zurückziehen. 
In der Nacht zum 28. Juli ersuchte nun um 1 Uhr der Sicherheitsdirektor von Salzburg, Gendarmerieoberst Ludwig Bechinie, um militärische Assistenz. Diese wurde zwei Stunden später von Oberst Stochmal genehmigt. Zum Einsatz kam die 2. Kompanie des Alpenjägerregiments Nr. 12 aus der Lehener Kaserne unter dem Kommando von Hauptmann Franz Rosenkranz, bestehend aus 116 Mann und ausgestattet mit vier leichten und zwei schweren Maschinengewehren sowie einer 7,5 cm Gebirgskanone. Die Truppe wurde um 3.30 Uhr mit Kraftwagen nach Riedlkam, etwa 2,5 km östlich von Lamprechtshausen, transportiert und kam dort um 5.15 Uhr an. Verstärkt wurde das Militär durch ca. 40 Heimwehrangehörige. Rosenkranz teile die Kompanie in drei Gruppen ein: Der erste Zug unter Offiziersstellvertreter Johann Weiderer sollte von Norden her auf Lamprechtshausen vorstoßen, der zweite Zug unter Kommando von Stabswachtmeister Anton Fingernagel vom Osten her kommen (bei diesem war auch Hauptmann Rosenkranz), und der dritte Zug unter dem Kommando von Oberleutnant Karl Preßlmayer sollte vom Süden gegen den Ort vorrücken. Vor diesen Maßnahmen entsandte Rosenkranz den Unteroffizier Johann Brüggler mit einer Patrouille zu dem Gasthaus. Es sollte die Putschisten auffordern, sich zu ergeben, um unnützes Blutvergießen zu vermeiden. Dieser wurde aber von der SA beschossen und musste sich zurückziehen. Um ca. 7 Uhr hat Hauptmann Rosenkranz nochmals den Wachtmeister Anton Fingernagel mit einer weißen Fahne zu den Putschisten geschickt. Dieser konnte aber nicht verhandeln, da auch er sofort beschossen wurde.
In der Nacht ist zudem der Gendarm Johann Hagn aus Obertrum mit zwei Hilfsgendarmen nach Lamprechtshausen gekommen. Sie drangen zuerst in das Haus von Dr. Sprenger ein, der fünf Verletzten Erste Hilfe leistete. Dann traf er auf eine Patrouille mit Stabswachtmeister Fingernagel. Beide stürmten mit Militär- und Schutzkorpsleuten sodann das Nebengebäude des Gasthofes Stadler, wobei in der unübersichtlichen Situation eine Schießerei entstand. Fingernagel wurde dabei dreimal angeschossen. Unter der Heimwehr soll sich besonders Franz Graf Schaffgotsch hervorgetan haben, der später in einem deutschen Internierungslager in Dubrovnik ums Leben kam. Beim Herannahen des Militärs hatte Sturmführer Natschläger nach Aussagen beteiligter Putschisten den Befehl ausgegeben, die Waffen niederzulegen. Auch Georg Gruber sagte aus, auch er habe den Befehl erteilt, dass nicht geschossen werden dürfe. Im Schwurgerichtsprozess gegen die Offiziere Rosenkranz, Stochmal und Celar schloss Gruber aber nicht aus, dass trotz der Aufforderung der Anführer, die Waffen niederzulegen, noch Schüsse von Seiten der Nationalsozialisten gefallen seien. So entwickelte sich im und vor dem Gasthaus ein heftiger Kampf. 
Nachdem ein Teil der Putschisten entwaffnet und vor dem Gasthof Stadler aufgestellt worden waren, wurden über ihre Köpfe Maschinengewehrsalven als Feuerschutz auf die oberen Fensterreihen des Gasthofes Stadler abgegeben. Dies hat möglicherweise zu dem irrigen Eindruck geführt, dass die Putschisten erschossen werden sollten. Zudem ist ein Aufständischer mit Hakenkreuzbinde aus dem Gasthof mit einer Pistole auf ein MG zugestürmt und hat zwei Schüsse auf den Schutzschild des MGs abgegeben. Dieser wurde ebenfalls durch MG-Salven abgewehrt. 
Bis 8.45 Uhr konnte das Gasthaus Stadler mitsamt den Nebengebäuden eingenommen werden. Um 9 Uhr meldete Rosenkranz nach Salzburg, dass Lamprechtshausen wieder in Besitz genommen worden ist. Nach dem Eintreffen von Oberst Stochmal um 11.15 Uhr wurde der Ort nochmals durchkämmt, wobei mehrere Nationalsozialisten aufgegriffen und z. T. auch angeschossen wurden. Um 15 Uhr rückte die Bundesheerkompanie mit etwa 30 Gefangenen wieder nach Salzburg ab. 
Nach den Akten sind vier Putschisten während der Kampfhandlungen getötet worden, zwei weitere erst im Nachhinein. Insgesamt kamen bei diesem gescheiterten Putsch acht Menschen, davon zwei auf Seiten des Bundesheeres (Josef Gassner aus Hofgastein und Viktor Mayr aus Reifnitz) ums Leben. Auf Seiten der Putschisten starben sechs Männer: Franz Armstorfer, Josef Maislinger, Josef Weilbuchner, Kilian Widmann und Johann Wimmer. Der Anführer des Putsches, Franz Natschläger, verstarb später an den Folgen seiner schweren Verwundung.

## Diskussionspunkte
Klärungsbedürftig ist neben dem genauen Ablauf der Ereignisse die Frage, ob tatsächlich zweimal ein Parlamentär zu den Putschisten abgesandt wurde, der dann von SA-Männern beschossen wurde, oder ob dies nicht der Fall war. Auch sind die Angaben zu der Frage unklar, wer zuerst in das Gasthaus Stadler eingedrungen ist (Gendarm Hagn mit seinen Leuten oder das Bundesheer mit Stabswachtmeister Fingernagel) und wie sich der weitere Ablauf gestaltete. 
Ein Vorwurf, der sich gegen Oberst Stochmal und dann auch gegen Hauptmann Rosenkranz richtete, war der Befehl Stochmals, „keine Gefangenen zu machen“. Hintergrund war die Tatsache, dass bereits am 27. Juli das Standrecht verkündet worden war und demnach jeder, der sich mit einer Waffe dem Bundesheer oder der Gendarmerie widersetzte, es riskierte, erschossen zu werden. Von dem Standrecht hat Hauptmann Rosenkranz nicht Gebrauch gemacht. Zudem hatte Rosenkranz den Putschisten sogar einen Fluchtweg nach Westen und über die Salzach nach Deutschland offen gelassen, eine Vorgehensweise, die aus militärischer Sicht zumindest fragwürdig war. Es scheint aber Belege dafür zu geben, dass die inhaftierten Nazis von Heimwehrangehörigen mit unverhältnismäßiger Härte behandelt worden sind. Das soll sich auch nach deren Inhaftierung auf der Festung Hohensalzburg fortgesetzt haben.
Gegen 28 Putschisten wurden Haftstrafen zwischen 5 und 18 Jahren ausgesprochen. Bei der Juliamnestie von 1936 wurden alle wieder freigelassen. Die beteiligten österreichischen Offiziere und hohen Gendarmeriebeamten erlitten nach dem „Anschluss Österreichs“ ein wesentlich anderes Schicksal, alle wurden in diversen KZs ermordet. Stabswachtmeister Fingernagel soll nach dem Anschluss Suizid begangen haben. In der NS-Zeit wurde der Lamprechtshausener Putsch in parteilicher Weise von Karl Springenschmid zu dem Lamprechtshausner Weihespiel verarbeitet.